# Seznam památných stromů v okrese Děčín
Toto je seznam památných stromů v okrese Děčín, v němž jsou uvedeny památné stromy na území okresu Děčín.
| Název                                                | Obrázek | Stanoviště Kat. území. Souřadnice                     | Druh                                                                                         | Obvod [v cm]   | Kód wikidata     | Galerie                                                                | Poznámka |
| ---------------------------------------------------- | ------- | ----------------------------------------------------- | -------------------------------------------------------------------------------------------- | -------------- | ---------------- | ---------------------------------------------------------------------- | --- |
| Wornerova lípa                                       |         | Arnoltice 50°50′ s. š., 14°15′43″ v. d.               | lípa malolistá                                                                               | 580            | 105812 Q26790389 |                                                                        | U dnes již neexistující usedlosti rodu Wornerů |
| Lípa v Benešově nad Ploučnicí                        |         | Benešov nad Ploučnicí                                 | lípa malolistá                                                                               | 0              | 102116 Q26787599 |                                                                        | U kostela nad silnicí do Ovesné; dvojkmen; obvod kmenů 315 cm, 345 cm |
| Modřín u zámku                                       |         | Benešov nad Ploučnicí                                 | modřín opadavý                                                                               | 360            | 102151 Q26787620 | Kategorie „Modřín u zámku“ na Wikimedia Commons                        | V zámeckém areálu tzv. Horního zámku |
| Tis v Benešově nad Ploučnicí                         |         | Benešov nad Ploučnicí                                 | tis červený                                                                                  | 270            | 102159 Q26787625 |                                                                        | V chodníku městské komunikace poblíž parku |
| Platany v Boleticích                                 |         | Boletice nad Labem                                    | platan javorolistý (5)                                                                       | 0              | 102129 Q26780464 |                                                                        | V areálu závodu VLNAP; pět památných stromů s obvody kmenů 238 cm, 350 cm, 408 cm, 389 cm, 375 cm |
| Lípa v Brtníkách                                     |         | Brtníky 50°56′52″ s. š., 14°26′25″ v. d.              | lípa malolistá                                                                               | 605            | 102102 Q24081357 | Kategorie „Lípa v Brtníkách“ na Wikimedia Commons                      | V obci na dvoře u čp. 219 |
| Jinan v Březinách                                    |         | Březiny u Děčína                                      | jinan dvoulaločný                                                                            | 405            | 102130 Q26787605 | Kategorie „Jinan v Březinách“ na Wikimedia Commons                     | V bývalém zámeckém parku |
| Skupina v březinském parku                           |         | Březiny u Děčína                                      | borovice vejmutovka (4) katalpa obecná (1) liliovník tulipánokvětý (1) jedlovec kanadský (1) | 0              | 102127 Q26780462 |                                                                        | V bývalém parku v Březinách; obvod kmenů od 112 cm do 230 cm; ze sedmi stromů jsou chráněny jen tři |
| Tisy v Březinách                                     |         | Březiny u Děčína                                      | tis červený (4)                                                                              | 0              | 102131 Q26780465 | Kategorie „Tisy v Březinách“ na Wikimedia Commons                      | Před vchodem do bývalého zámeckého parku; čtyři památné stromy s obvody kmenů 147 cm, 75 cm, 116 cm, 126 cm |
| Dub u Bynova †                                       |         | Bynov                                                 | dub letní                                                                                    | 0              | 102142           |                                                                        | Na okraji lesního porostu při lesní zpevněné komunikaci |
| Dub u Vlčího jezera                                  |         | Bynov 50°47′54″ s. š., 14°8′18″ v. d.                 | dub letní                                                                                    | 0              | 102141 Q26787612 |                                                                        | Na okraji lesního porostu při lesní komunikaci k tzv. Vlčímu jezeru |
| Lípa v Císařském                                     |         | Císařský 51°0′21″ s. š., 14°26′6″ v. d.               | lípa malolistá                                                                               | 385            | 102126 Q26787603 | Kategorie „Lípa v Císařském“ na Wikimedia Commons                      | U cesty k železniční zastávce Císařský, na okraji louky |
| Buky na Zeleném vršku †                              |         | Česká Kamenice                                        | buk lesní (2)                                                                                | 0              | 102097           | Kategorie „Buky lesní na Zeleném vršku“ na Wikimedia Commons           | Severovýchodně od areálu školy, severně od cesty na Horní Kamenici; obvod kmenů 376 cm, 450 cm |
| Jasan v České Kamenici                               |         | Česká Kamenice                                        | jasan ztepilý                                                                                | 465            | 102110 Q26787593 | Kategorie „Jasan ztepilý v České Kamenici“ na Wikimedia Commons        | Na dvoře obytného domu na náměstí Míru čp. 272 |
| Preidlův jasan v České Kamenici                      |         | Česká Kamenice 50°47′48″ s. š., 14°24′4″ v. d.        | jasan ztepilý                                                                                | 635            | 106116 Q26790806 |                                                                        | Mimo zastavěné území obce na nelesní ploše s náletem dřevin |
| Šácholan v Rabštejně                                 |         | Česká Kamenice 50°47′57″ s. š., 14°23′12″ v. d.       | šácholan přišpičatělý                                                                        | 282            | 106117 Q26790807 |                                                                        | Mimo zastavěné území obce na nelesní ploše s náletem dřevin |
| Tis u svatého Jakuba                                 |         | Česká Kamenice                                        | tis červený                                                                                  | 333            | 102121 Q12059013 | Kategorie „Tis červený v České Kamenici“ na Wikimedia Commons          | V těsné blízkosti kostela sv. Jakuba |
| Buk v lesoparku na Kvádrberku                        |         | Děčín                                                 | buk lesní                                                                                    | 365            | 102105 Q26787590 |                                                                        | V lesoparku u Stoličné hory (Kvádrberg) ve svahu nad silnicí do Hřenska |
| Dub                                                  |         | Děčín 50°46′52″ s. š., 14°13′49″ v. d.                | dub letní                                                                                    | 596            | 105020 Q26789621 |                                                                        | V ulici Hluboká, soukmení dvou srostlých jedinců s úžlabím ve výšce cca 30 cm nad patou |
| Dub červený na Kvádrberku                            |         | Děčín 50°47′0″ s. š., 14°13′44″ v. d.                 | dub červený                                                                                  | 460            | 105909 Q26790530 |                                                                        | Na hranici zastavěného území, součást lesoparku na Kvádrberku |
| Dub u koupaliště †                                   |         | Děčín                                                 | dub červený                                                                                  | 0              | 104467           |                                                                        | Status památného stromu zrušen k 30. červnu 1999 |
| Jinan u zámku                                        |         | Děčín 50°46′44″ s. š., 14°12′40″ v. d.                | jinan dvoulaločný                                                                            | 0              | 102150 Q26787619 | Kategorie „Jinan u zámku (Děčín)“ na Wikimedia Commons                 | V zámeckém areálu poblíž schodiště; obvod dvojkmenu 184 cm, 180 cm |
| Liliovníky v Děčíně                                  |         | Děčín 50°46′46″ s. š., 14°12′55″ v. d.                | liliovník tulipánokvětý (2)                                                                  | 0              | 102160 Q26780475 | Kategorie „Liliovníky v Děčíně“ na Wikimedia Commons                   | V Lázeňské ulici před budovou školského úřadu; obvod kmenů 72 cm, 62 cm |
| Platan a borovice na Mariánské louce                 |         | Děčín 50°46′38″ s. š., 14°12′34″ v. d.                | platan javorolistý (1) borovice Schwerinova (1)                                              | 0              | 102132 Q26780467 | Kategorie „Platan a borovice na Mariánské louce“ na Wikimedia Commons  | V areálu koupaliště; obvod kmenů 369 cm, 273 cm |
| Platan v Děčíně †                                    |         | Děčín 50°46′40″ s. š., 14°12′57″ v. d.                | platan javorolistý                                                                           | 312            | 104469           |                                                                        | V parku mezi ulicí 2. polské armády a Obloukovou v Děčíně; status památného stromu zrušen k 2. dubnu 2001 |
| Schillerův dub na Kvádrberku                         |         | Děčín 50°47′ s. š., 14°13′45″ v. d.                   | dub letní                                                                                    | 347            | 105910 Q26790531 |                                                                        | Na hranici zastavěného území, součást lesoparku na Kvádrberku, vysazen 27. dubna 1905 u příležitosti 100. výročí úmrtí Fridricha Schillera, u paty kmene osazen pamětní kámen |
| Tis ve dvoře                                         |         | Děčín 50°46′52″ s. š., 14°13′5″ v. d.                 | tis červený                                                                                  | 253            | 105749 Q26790296 |                                                                        | Ve Sládkově ulici čp. 486 ve dvoře Lesní správy Děčín |
| Tisovce na Mariánské louce                           |         | Děčín 50°46′40″ s. š., 14°12′36″ v. d.                | tisovec dvouřadý (16)                                                                        | 0              | 102157 Q26780473 | Kategorie „Tisovce na Mariánské louce“ na Wikimedia Commons            | V zámeckém parku u někdejšího vchodu na koupaliště; 7 vzrostlých a 9 mladých jedinců; obvod kmenů od 20 cm do 350 cm, v r. 2000 zrušena ochrana 2 stromů |
| Tisovec u trati                                      |         | Děčín 50°46′33″ s. š., 14°12′44″ v. d.                | tisovec dvouřadý                                                                             | 190            | 102156 Q26787623 |                                                                        | Mezi tratí a poliklinikou poblíž bývalého koupaliště |
| 2× javor klen, 2× platan javorolistý, lípa malolistá |         | Děčín 50°47′ s. š., 14°13′10″ v. d.                   | javor klen (2) platan javorolistý (2) lípa malolistá (1)                                     | 0              | 102082 Q26780461 |                                                                        | Na konci Děčína směrem na Hřensko, u trati a silnice, v r. 2001 zrušena ochrana buku |
| Vaz v Obloukové ulici †                              |         | Děčín                                                 | jilm vaz                                                                                     | 381            | 102099           |                                                                        | V Obloukové ulici vedle točny, poblíž koupaliště |
| Buk na nádvoří zámku                                 |         | Děčín 50°46′44″ s. š., 14°12′34″ v. d.                | buk lesní jemně stříhanolistý                                                                | 378            | 102152 Q26787621 | Kategorie „Buk na nádvoří zámku“ na Wikimedia Commons                  | Na nádvoří zámku |
| Tis na nádvoří zámku                                 |         | Děčín 50°46′44″ s. š., 14°12′32″ v. d.                | tis červený                                                                                  | 234            | 102158 Q26787624 | Kategorie „Tis na nádvoří zámku“ na Wikimedia Commons                  | Na nádvoří zámku |
| Lípa v Dobrné †                                      |         | Dobrná                                                | lípa malolistá                                                                               | 475            | 102117           |                                                                        | V obci vedle areálu mateřské školy; status památného stromu zrušen k 22. prosinci 2009 |
| Pod hřbitovem                                        |         | Dolní Chřibská                                        | dub letní (2) javor mléč (1) javor klen (1) jasan ztepilý (2) lípa malolistá (1)             | 0              | 102096 Q26780480 |                                                                        | V intravilánu, severně od silnice na Dolní Chřibskou; obvod kmenů od 298 cm do 425 cm, z původních sedmi stromů je dnes chráněno šest – ochrana jasanu zrušena, byl pokácen z důvodu bezpečnosti                                                                                     |
| Lípa na Sedle                                        |         | Dolní Chřibská 50°52′20″ s. š., 14°29′20″ v. d.       | lípa malolistá                                                                               | 483            | 102107 Q26787591 |                                                                        | Na louce poblíž rekreačního domku ev. č. 90 |
| Lípa v Dolní Kamenici                                |         | Dolní Kamenice                                        | lípa malolistá                                                                               | 0              | 102128 Q26787604 | Kategorie „Lípa malolistá v Dolní Kamenici“ na Wikimedia Commons       | V obci poblíž silnice od Děčína za benzinovou pumpou |
| Dub letní u kina v Dolním Podluží                    |         | Dolní Podluží 50°52′55″ s. š., 14°34′52″ v. d.        | dub letní                                                                                    | 402            | 105888 Q26790504 |                                                                        | V zahradě 80 m od kina a 100 m od železniční stanice Jiřetín pod Jedlovou |
| Dub letní v Dolním Podluží                           |         | Dolní Podluží 50°52′51″ s. š., 14°34′54″ v. d.        | dub letní                                                                                    | 425            | 105889 Q26790505 |                                                                        | V soukromé zahradě na jižním okraji zástavby v západní části obce |
| Lípa v Dolním Podluží †                              |         | Dolní Podluží 50°53′ s. š., 14°37′52″ v. d.           | lípa malolistá                                                                               | 490            | 105890 Q26790506 |                                                                        | Ve východní části obce u dřevěného podstávkového rekreačního domu. Ochrana stromu zrušena 4. května 2021 |
| Dub u Svobodů                                        |         | Kytlice (k. ú. Falknov)                               | dub letní                                                                                    | 424            | 102095 Q26787586 |                                                                        | V obci Kytlice u domu čp. 98 |
| Jilm za Brložcem †                                   |         | Horní Habartice                                       | jilm horský                                                                                  | 408            | 102122           |                                                                        | Na okraji lesa u osady Brložec |
| Lípa ve Staré Olešce                                 |         | Huntířov 50°48′22″ s. š., 14°19′27″ v. d.             | lípa malolistá                                                                               | 455            | 105873 Q26790485 |                                                                        | Na soukromém pozemku v blízkosti historického obytného stavení |
| Dub u Dolního Chlumu                                 |         | Chlum u Děčína                                        | dub letní                                                                                    | 403            | 102111 Q26787594 | Kategorie „Dub u Dolního Chlumu“ na Wikimedia Commons                  | Na louce poblíž osady |
| Lípa na Chlumu                                       |         | Chlum u Děčína                                        | lípa malolistá                                                                               | 330            | 102098 Q26787587 | Kategorie „Lípa na Chlumu“ na Wikimedia Commons                        | U silnice směřující do osady Chlum u Děčína |
| Dub                                                  |         | Janov u Hřenska                                       | dub letní                                                                                    | 0              | 105019 Q26789620 |                                                                        | |
| Lípa v Janské                                        |         | Janská 50°48′23″ s. š., 14°22′56″ v. d.               | lípa malolistá                                                                               | 440            | 105857 Q26790454 |                                                                        | V obci na soukromém pozemku |
| Buk v Pavlínině údolí †                              |         | Jetřichovice u Děčína 50°50′43″ s. š., 14°24′6″ v. d. | buk lesní                                                                                    | 485            | 105796 Q26790373 |                                                                        | V Pavlínině údolí, na pravém břehu kanálu, kterým je napájen rybník Pavlínka. Lokalita je nedaleko hranice přírodní rezervace Pavlínino údolí. Strom uschl, ochrana zrušena 4. listopadu 2023.                                                                                       |
| Dub v Jetřichovicích                                 |         | Jetřichovice u Děčína 50°51′9″ s. š., 14°23′51″ v. d. | dub letní (2)                                                                                | 0              | 105018 Q26780459 | Kategorie „Oak in Jetřichovice“ na Wikimedia Commons                   | V obci u domu čp. 77; zachován je jeden ze dvou památných stromů (ochrana jednoho dubu zrušena v r. 2005) |
| Dub v Jílovém                                        |         | Jílové                                                | dub letní                                                                                    | 0              | 104718 Q26789350 |                                                                        | Nalevo od silnice z Jílového na Sněžník, v zahradě objektu, který je poslední zástavbou obce; dvoják, obvod kmenů 270 cm, 320 cm |
| Ječmínkova lípa                                      |         | Jílové 50°47′9″ s. š., 14°5′46″ v. d.                 | lípa malolistá                                                                               | 530            | 105877 Q26790491 |                                                                        | Na travnaté ploše v blízkosti čp. 39 |
| Dub a buk v Jiřetíně pod Jedlovou                    |         | Jiřetín pod Jedlovou 50°52′28″ s. š., 14°34′27″ v. d. | buk lesní dub letní                                                                          | 0              | 106081 Q26780479 |                                                                        | Na náměstí v Jiřetíně pod Jedlovou, dub má obvod kmene 405 cm, výšku 31 m, buk má obvod kmene 460 cm, výšku 27 m |
| Javor stříbrný v Jiříkově                            |         | Jiříkov 50°59′35″ s. š., 14°34′17″ v. d.              | javor stříbrný                                                                               | 502            | 102113 Q26787596 |                                                                        | V centru obce na zahradě obecního domu |
| Jedle vznešená v Jiříkově                            |         | Jiříkov 50°59′25″ s. š., 14°34′41″ v. d.              | jedle vznešená                                                                               | 295            | 105039 Q26789635 |                                                                        | Na východním okraji města, cca 17 m od Ústavu sociální péče |
| Lípa v Jiříkově                                      |         | Jiříkov 50°59′7″ s. š., 14°34′28″ v. d.               | lípa malolistá                                                                               | 650            | 102112 Q26787595 |                                                                        | V jižní okrajové části obce; z dutiny vyrůstá jeřáb ptačí |
| Borovice u obrázku                                   |         | Kamenická Stráň                                       | borovice lesní                                                                               | 232            | 102101 Q26787588 |                                                                        | Při staré cestě "Hirschhornweg" vedoucí z Kamenické Stráně přes Novou Vísku do Růžové v lesním úseku Na Folgách |
| Lípa v Kamenické Stráni †                            |         | Kamenická Stráň                                       | lípa malolistá                                                                               | 360            | 102123           |                                                                        | V obci, u první chalupy po levé straně silnice; status památného stromu zrušen k 2. březnu 2010 |
| Dub u Franců                                         |         | Karlovka 50°44′36″ s. š., 14°23′47″ v. d.             | dub letní                                                                                    | 355            | 105829 Q26790402 | Kategorie „Dub u Franců“ na Wikimedia Commons                          | V osadě Karlovka poblíž chalupy čp. 6 |
| Wäberova douglaska v Kopci                           |         | Kopec 50°56′42″ s. š., 14°24′53″ v. d.                | douglaska tisolistá                                                                          | 332            | 105849 Q24081435 | Kategorie „Wäberova douglaska v Kopci“ na Wikimedia Commons            | V dolní části osady Kopec, 1,5 km od obce Brtníky |
| Dub u Královky                                       |         | Královka 51°0′45″ s. š., 14°28′22″ v. d.              | dub letní                                                                                    | 0              | 104988 Q26789598 |                                                                        | Na okraji lesa na břehu protržené malé vodní nádrže (Šluknovský rybník); nejmohutnější a nejstarší dub na Šluknovsku |
| Lípa v Království                                    |         | Království 51° s. š., 14°29′2″ v. d.                  | lípa malolistá                                                                               | 462            | 102085 Q26787579 |                                                                        | V jižní části rozptýlené zástavby v obci v zahradě u rekreačního objektu asi 60 m od silnice Šluknov–Jiříkov |
| Schabestielova lípa                                  |         | Krásné Pole u Chřibské                                | lípa malolistá                                                                               | 505            | 102094 Q26787585 |                                                                        | V obci při silnici na Dolní Falknov, cca 250 m od křižovatky |
| Dub letní v Kunraticích u Šluknova                   |         | Kunratice u Šluknova 50°58′58″ s. š., 14°26′27″ v. d. | dub letní                                                                                    | 420            | 106194 Q73599818 |                                                                        | Na severním okraji místní části Kunratice, v těsné blízkosti osamocené enklávy několika rodinných / rekreačních domů. Byl vysazen pravděpodobně v první polovině 19. století na břehu malé vodoteče u bývalého kostního mlýna, který stával v Kunraticích na břehu Stříbrného potoka |
| Lípa srdčitá u kostela v Lipové                      |         | Lipová 51°0′47″ s. š., 14°21′53″ v. d.                | lípa malolistá                                                                               | 580            | 105835 Q26790409 | Kategorie „Lípa srdčitá u kostela v Lipové“ na Wikimedia Commons       | 40 m severovýchodně od kostela a 20 m od starého hřbitova |
| Lipové stromořadí                                    |         | Lipová 51°0′48″ s. š., 14°21′26″ v. d.                | Lípa malolistá (99)                                                                          | 0              | 102108 Q26790976 | Kategorie „Lipové stromořadí v Lipové“ na Wikimedia Commons            | Od zámku po hrázi Zámeckého rybníka přes křižovatku na Lobendavu a dál podél staré cesty na Vilémov až k bývalému koupališti (celkový počet stromů je 99); vysazeno v roce 1726 |
| Borovice lesní v Lipové                              |         | Lipová u Šluknova 51°0′37″ s. š., 14°20′35″ v. d.     | borovice lesní                                                                               | 265            | 105834 Q26790408 |                                                                        | V polích u božích muk cca 1 km západně od středu obce, 500 m severně od lomu a 50 m severně od severozápadního konce bývalého práškařského letiště |
| Dub v Lipové                                         |         | Lipová u Šluknova 51°1′2″ s. š., 14°21′57″ v. d.      | dub letní                                                                                    | 430            | 105836 Q26790411 |                                                                        | V zahradě domova důchodců cca 3 m severně od místní komunikace |
| Dub v Merbolticích                                   |         | Merboltice                                            | dub letní                                                                                    | 453            | 102149 Q26787618 |                                                                        | Na konci obce u domu čp. 22 |
| Lípa v Merbolticích                                  |         | Merboltice                                            | lípa malolistá                                                                               | 400            | 102115 Q26787598 |                                                                        | U hlavní komunikace v obci, poblíž čp. 59 |
| Buk lesní Ignaze Röslera                             |         | Mikulášovice 50°58′58″ s. š., 14°20′33″ v. d.         | buk lesní                                                                                    | 312            | 106356 Q93009892 | Kategorie „Buk lesní Ignaze Röslera“ na Wikimedia Commons              | V zahradě vily čp. 915 vedle bývalé továrny Ignaze Röslera |
| Javor klen v Mikulášovicích                          |         | Mikulášovice 50°58′7″ s. š., 14°20′57″ v. d.          | javor klen                                                                                   | 430            | 102120 Q24081349 | Kategorie „Javor klen v Mikulášovicích“ na Wikimedia Commons           | Ve svahu nad silnicí u podniku Mikov, u zbořeného hospodářského stavení |
| Dub v Novém Hraběcí                                  |         | Nové Hraběcí 51°0′55″ s. š., 14°26′16″ v. d.          | dub letní                                                                                    | 400            | 102083 Q26787578 |                                                                        | V obci na hranici soukromého pozemku a místní komunikace |
| Lípa velkolistá v Novém Hraběcí                      |         | Nové Hraběcí 51°1′ s. š., 14°26′13″ v. d.             | lípa velkolistá                                                                              | 375            | 105493 Q26790070 |                                                                        | V severovýchodní části obce v zahradě u rekreační chalupy |
| Lípa nad chalupou v Ovesné                           |         | Ovesná                                                | lípa malolistá                                                                               | 222            | 102135 Q26787607 |                                                                        | Na stráni nad rekreační chalupou uprostřed osady |
| Lípa u silnice v Ovesné                              |         | Ovesná                                                | lípa malolistá                                                                               | 251            | 102133 Q26787606 |                                                                        | V obci poblíž silnice |
| Buk na Pastýřské stěně †                             |         | Podmokly 50°46′47″ s. š., 14°12′9″ v. d.              | buk lesní                                                                                    | 465            | 106080 Q26790712 |                                                                        | V lese na Pastýřské stěně, stáří odhadnuto na 180 let. Ochrana stromu zrušena 12. března 2024. |
| Dub u Sv. Františka z Assisi                         |         | Podmokly 50°46′29″ s. š., 14°11′53″ v. d.             | dub letní                                                                                    | 449            | 106195 Q73599822 | Kategorie „Dub u sv. Františka z Assisi“ na Wikimedia Commons          | Významná dominanta Husova náměstí v blízkosti kostela sv. Františka z Assisi |
| Jinan u muzea                                        |         | Podmokly 50°46′31″ s. š., 14°12′5″ v. d.              | jinan dvoulaločný                                                                            | 372            | 102154 Q26787622 | Kategorie „Jinan u muzea (Děčín)“ na Wikimedia Commons                 | V parku před Oblastním muzeem |
| Platany na Letné                                     |         | Podmokly 50°46′6″ s. š., 14°11′35″ v. d.              | platan javorolistý (2)                                                                       | 0              | 102155 Q26780470 |                                                                        | V ulici Jiřího z Poděbrad, v areálu integrované střední školy; dva chráněné stromy |
| Platany v Podmoklech                                 |         | Podmokly 50°46′24″ s. š., 14°12′0″ v. d.              | platan javorolistý (4)                                                                       | 0              | 102134 Q26790876 | Kategorie „Category:Památné platany v Podmoklech“ na Wikimedia Commons | Na Benešově náměstí; čtyři památné stromy s obvody kmenů 81 cm, 88 cm, 84 cm, 91 cm |
| Tis ve Škrabkách                                     |         | Podmokly 50°47′3″ s. š., 14°11′3″ v. d.               | tis červený                                                                                  | 210            | 102145 Q26787614 |                                                                        | U domu Na Výšinách 1771/36, Děčín IV-Škrabky |
| Tisovce u Jordánky                                   |         | Podmokly 50°46′31″ s. š., 14°11′57″ v. d.             | tisovec dvouřadý (2)                                                                         | 210            | 102153 Q26780468 | Kategorie „Tisovce u Jordánky“ na Wikimedia Commons                    | Dva památné stromy; na parkovišti obchodního domu Jordánka, Teplická ulice |
| Dub u Bártíkovy školky                               |         | Prostřední Žleb 50°47′52″ s. š., 14°11′2″ v. d.       | dub letní                                                                                    | 385            | 105831 Q26790405 |                                                                        | U silnice z Jalůvčí do Maxiček |
| Dub v Jalůvčí †                                      |         | Prostřední Žleb 50°47′31″ s. š., 14°11′20″ v. d.      | dub letní                                                                                    | 530 (dvojkmen) | 104717           |                                                                        | U místní komunikace nedaleko okraje lesního porostu v místech poslední zástavby v osadě Jalůvčí. Ochrana zrušena v r. 2012 – poražen v únoru 2013 |
| Javorová brána                                       |         | Rožany 51°1′40″ s. š., 14°27′2″ v. d.                 | javor mléč (2)                                                                               | 0              | 102119 Q12024292 |                                                                        | V údolí Rožanského potoka, u silnice na Šluknov, před čp. 63; srostlé, obvod kmenů 240 cm, 314 cm |
| Lípa v Rožanech †                                    |         | Rožany 51°1′47″ s. š., 14°26′58″ v. d.                | lípa malolistá                                                                               | 0              | 104987 Q26789597 |                                                                        | V blízkosti nově zrekonstruované restaurace v severozápadním okraji souvislé zástavby v Rožanech. Ochrana zrušena 11. června 2020. |
| Lípa v Rožanech – Nové Vsi                           |         | Rožany 51°1′31″ s. š., 14°26′24″ v. d.                | lípa malolistá                                                                               | 462            | 104985 Q26789595 |                                                                        | V údolí potoka Dřevíč na Nové Vsi, v okolí rozptýlená zástavba |
| Buk v Rumburku v Poštovní ulici                      |         | Rumburk 50°57′ s. š., 14°33′28″ v. d.                 | buk lesní                                                                                    | 392            | 106441           |                                                                        | V Rumburku v zahradě v Poštovní ulici. |
| Buky lesní – smuteční forma                          |         | Rumburk 50°57′2″ s. š., 14°33′16″ v. d.               | buk lesní (2)                                                                                | 335 a 340      | 106442           |                                                                        | V areálu bývalého okrasného parku. |
| Buky na Dymníku †                                    |         | Rumburk 50°56′34″ s. š., 14°31′29″ v. d.              | buk lesní nachový (2)                                                                        | 0              | 105333           |                                                                        | Dva památné stromy u výletní restaurace cca 200 m na sever od vrcholu Dymníku |
| Dub a buk v Rumburku                                 |         | Rumburk 50°56′57″ s. š., 14°33′47″ v. d.              | dub letní sloupovitý (1) buk lesní nachový (1)                                               | 0              | 102100 Q26780477 |                                                                        | Východně od náměstí směrem na Horní Jindřichov v zahradě u čp. 178 |
| Jasan na Strážném vrchu u Rumburku                   |         | Rumburk 50°57′19″ s. š., 14°33′56″ v. d.              | jasan ztepilý                                                                                | 480            | 102106 Q12024235 |                                                                        | Na vrcholu Strážného vrchu, u kostela, asi 1 km severovýchodně od středu města |
| Wernerův dub                                         |         | Růžová                                                | dub letní                                                                                    | 473            | 105598 Q26790173 |                                                                        | Ve středu zastavěné části obce na hraně údolí v blízkosti historického objektu |
| Jasan v Rychnově                                     |         | Rychnov u Verneřic                                    | jasan ztepilý                                                                                | 485            | 102136 Q26787608 |                                                                        | Na jihovýchodním konci vesnice u rekreační chalupy |
| Lípa v Rychnově                                      |         | Rychnov u Verneřic                                    | lípa malolistá                                                                               | 640            | 102147 Q26787616 |                                                                        | Na dolním konci osady Rychnov vpravo u rekreačního domku |
| Dub Jiřího Marka                                     |         | Rynartice                                             | dub zimní                                                                                    | 0              | 105786 Q26790367 |                                                                        | Na otevřeném prostranství lemovaném lesním porostem mimo zastavěné území |
| Soudní lípa v Severním                               |         | Severní 51°1′48″ s. š., 14°19′5″ v. d.                | lípa malolistá                                                                               | 590            | 105494 Q26790071 | Kategorie „Soudní lípa v Severním“ na Wikimedia Commons                | V jižní části obce, 2 m od silnice Lobendava–Severní a 30 m jižně od křižovatky Severní–Liščí |
| Kampfův dub †                                        |         | Srbská Kamenice                                       | dub letní                                                                                    | 447            | 105597 Q26790172 |                                                                        | V údolíčku mimo zástavbu obce v otevřeném, zvrásněném úpatí Růžovského kopce. V červnu roku 2019 došlo při vichřici ke zlomení stromu. Rozhodnutím Správy NP České Švýcarsko č. 08823/2019 ze dne 20.12.2019 byla k 5. lednu 2020 ochrana stromu zrušena.                            |
| Královský smrk                                       |         | Srbská Kamenice                                       | smrk ztepilý                                                                                 | 290            | 102146 Q26787615 |                                                                        | V údolí řeky Kamenice u mostu poblíž Dolského mlýna |
| Tis ve Staré Bohyni                                  |         | Stará Bohyně                                          | tis červený                                                                                  | 146            | 102118 Q26787600 | Kategorie „Tis ve Staré Bohyni“ na Wikimedia Commons                   | U hlavní komunikace proti rekreačnímu objektu |
| Buk v Lužné                                          |         | Stará Oleška 50°48′23″ s. š., 14°20′49″ v. d.         | buk lesní                                                                                    | 361            | 102103 Q26787589 |                                                                        | V osadě Lužná na rozhraní obecní cesty a soukromého pozemku u čp. 20 |
| Lípa v Lužné †                                       |         | Stará Oleška                                          | lípa malolistá                                                                               | 333            | 102104           |                                                                        | V osadě Lužná v zahradě u stavby lidové architektury čp. 22; status památného stromu zrušen k 20. srpnu 2005 |
| Císařský dub ve Fukově                               |         | Šluknov                                               | dub letní                                                                                    | 315            | 106259 Q73601835 |                                                                        | Území zaniklé obce Fukov, v blízkosti ruin bývalého kostela a hřbitova, původně solitera, dnes se téměř ztrácí v zápoji spontánně vzrostlých náletových dřevin. Dub byl vysazen roku 1908 u příležitosti 60 let panování císaře Franze Josefa.                                       |
| Dub červený ve Šluknově                              |         | Šluknov 51°0′12″ s. š., 14°27′44″ v. d.               | dub červený                                                                                  | 490            | 106187 Q73599802 |                                                                        | V bývalé zahradě továrnické vily čp. 717, dnes malém parčíku na ulici Rumburská |
| Fukovský dub                                         |         | Šluknov 51°2′37″ s. š., 14°29′49″ v. d.               | dub letní                                                                                    | 310            | 106108 Q26790794 |                                                                        | Na území zaniklé obce Fukov na zemědělsky obdělávaném pozemku v blízkosti staré cesty do Taubenheimu |
| Javor klen v Království                              |         | Šluknov 50°59′41″ s. š., 14°30′19″ v. d.              | javor klen                                                                                   | 365            | 105959 Q26790581 |                                                                        | Ve východní části Království při kraji udržované zahrady u čp. 173 |
| Jilm ve Šluknově †                                   |         | Šluknov                                               | jilm horský                                                                                  | 335            | 102084           |                                                                        | V zahradě na okraji města; status památného stromu byl zrušen k 6. září 2006 |
| Körnerův dub ve Šluknově                             |         | Šluknov 51°0′23″ s. š., 14°27′29″ v. d.               | dub letní                                                                                    | 374            | 106107 Q26790791 | Kategorie „Körnerův dub (Šluknov)“ na Wikimedia Commons                | V blízkosti centra v malém parčíku na rohu ulic Jiráskova a Tyršova |
| Lípa srdčitá v polích v Království                   |         | Šluknov 51°0′36″ s. š., 14°29′45″ v. d.               | lípa malolistá                                                                               | 299            | 105885 Q26790501 |                                                                        | Na travnaté ploše mezi okrajem louky a nezpevněnou polní cestou |
| Lípa u lesnické školy †                              |         | Šluknov                                               | lípa malolistá                                                                               | 585            | 102140           |                                                                        | Na kraji silnice z Rumburka, asi 50 m od Střední lesnické školy proti zdi zámeckého parku; status památného stromu byl zrušen k 17. červenci 1997 |
| Lípa u požární zbrojnice †                           |         | Šluknov                                               | lípa malolistá                                                                               | 420            | 104468           |                                                                        | Pod náměstím na kraji hlavní silnice z Rumburka u křižovatky na Rožany, před požární zbrojnicí; status památného stromu byl zrušen k 12. červenci 2002 |
| Lípy na Fersterajchu                                 |         | Šluknov 51°1′22″ s. š., 14°28′24″ v. d.               | lípa malolistá                                                                               | 0              | 106052 Q26780478 |                                                                        | Jihovýchodně od místní části Královka na travnaté ploše v místě bývalé myslivny (Försterei) |
| Nivní dub v Království                               |         | Šluknov 50°59′38″ s. š., 14°30′41″ v. d.              | dub letní                                                                                    | 436            | 105960 Q26790582 |                                                                        | Ve východní části Království v nivě Rožanského potoka na zanedbaném pozemku pod ruinami bývalého statku a v blízkosti novostavby rodinného domu |
| Stará lípa v Království                              |         | Šluknov 51°0′22″ s. š., 14°29′19″ v. d.               | lípa malolistá                                                                               | 426            | 105886 Q26790502 |                                                                        | Na severním okraji obce poblíž novostavby rodinného domu |
| Jasan v Karlově údolí                                |         | Šluknov 50°59′26″ s. š., 14°28′9″ v. d.               | jasan ztepilý                                                                                | 0              | 104986 Q26789596 |                                                                        | V areálu bývalých slunečních lázní v Karlově údolí |
| Jedle nikkoská ve Šluknově                           |         | Šluknov 51°0′23″ s. š., 14°27′27″ v. d.               | jedle nikkoská                                                                               | 170            | 102125 Q26787602 | Kategorie „Jedle nikkoská ve Šluknově“ na Wikimedia Commons            | V parčíku v Tyršově ulici proti budově internátu lesnické školy |
| Jedlovec kanadský ve Šluknově                        |         | Šluknov 51°0′21″ s. š., 14°27′32″ v. d.               | jedlovec kanadský                                                                            | 250            | 102124 Q26787601 | Kategorie „Jedlovec kanadský ve Šluknově“ na Wikimedia Commons         | Za budovou Ústavu sociální péče v ulici Lužická |
| Jedlovec Mertensův ve Šluknově                       |         | Šluknov 51°0′9″ s. š., 14°27′5″ v. d.                 | jedlovec Mertensův                                                                           | 100            | 102137 Q26787609 |                                                                        | V zahradě za činžovním domem v ulici Dr. E. Beneše, asi 50 m jihozápadně od náměstí |
| Lípa na náměstí ve Šluknově                          |         | Šluknov 51°0′10″ s. š., 14°27′6″ v. d.                | lípa malolistá                                                                               | 450            | 102138 Q26787610 |                                                                        | Na náměstí mezi budovou Policie ČR a obchodem svpotravinami |
| Lípa ve Svojsíkově ulici                             |         | Šluknov 51°0′4″ s. š., 14°27′12″ v. d.                | lípa malolistá                                                                               | 440            | 102139 Q26787611 |                                                                        | Ve Svojsíkově ulici, na rozcestí na Staré Křečany a Brtníky, proti domovu důchodců před požární zbrojnicí |
| Líska turecká ve Šluknově                            |         | Šluknov 51°0′11″ s. š., 14°27′43″ v. d.               | líska turecká                                                                                | 192            | 105848 Q26790431 |                                                                        | V jižní části města u sídliště v zahradě mezi panelovými domy a Rumburskou ulicí |
| Lípa ve Valkeřicích                                  |         | Valkeřice                                             | lípa malolistá                                                                               | 365            | 102148 Q26787617 |                                                                        | V poli nad obecním úřadem, poblíž vodárny |
| Dub letní u cihelny                                  |         | Varnsdorf 50°54′45″ s. š., 14°35′58″ v. d.            | dub letní                                                                                    | 530            | 106126 Q26790815 |                                                                        | Na travnaté ploše západně od obce za solární elektrárnou v lokalitě V cihelně |
| Liliovník ve Varnsdorfu                              |         | Varnsdorf 50°54′46″ s. š., 14°36′58″ v. d.            | liliovník tulipánokvětý                                                                      | 0              | 102090 Q26787583 |                                                                        | Před budovou základní školy ve Střelecké ulici |
| Lípa Vincenze Pilze                                  |         | Varnsdorf 50°55′20″ s. š., 14°37′56″ v. d.            | lípa malolistá                                                                               | 194            | 106186 Q73599799 |                                                                        | Ve Štursově ulici, v těsné blízkosti základů zbořeného rodného domu významného sochaře Vincenze Pilze. Vyhlášena u příležitosti uplynutí 200 let od sochařova narození |
| Buk lesní ve Varnsdorfu †                            |         | Varnsdorf 50°54′38″ s. š., 14°37′32″ v. d.            | buk lesní                                                                                    | 570            | 102093 Q15734972 |                                                                        | V areálu dětského střediska v Poštovní ulici, vlivem vichřice byl strom 5. října 2017 vyvrácen. |
| Dub letní u červeného kostela                        |         | Varnsdorf                                             | dub letní                                                                                    | 385            | 106199 Q73601612 |                                                                        | Park u tzv. červeného kostela |
| Dub letní u Horáků                                   |         | Varnsdorf                                             | dub letní                                                                                    | 420            | 106208 Q73601664 |                                                                        | V ulici U Nádraží v zahradě domu čp. 1562, a to při jejím severozápadním okraji |
| Dub pod Hrádkem ve Varnsdorfu                        |         | Varnsdorf 50°55′21″ s. š., 14°37′10″ v. d.            | dub letní                                                                                    | 405            | 105593 Q26790169 |                                                                        | V severní části Varnsdorfu na jihovýchodním svahu v zahradě u čp. 204 |
| Dub pod Špičákem                                     |         | Varnsdorf 50°55′5″ s. š., 14°38′37″ v. d.             | dub letní                                                                                    | 388            | 105499 Q26790074 |                                                                        | V Raisově ulici, na jižním svahu vrchu Špičák |
| Dub u nemocnice ve Varnsdorfu †                      |         | Varnsdorf 50°53′40″ s. š., 14°36′48″ v. d.            | dub letní                                                                                    | 400            | 105498           |                                                                        | Na okraji staré souvislé zástavby rodinných domů, v jihozápadním rohu zahrady |
| Dub v Kostelní ulici                                 |         | Varnsdorf 50°54′14″ s. š., 14°37′12″ v. d.            | dub letní                                                                                    | 410            | 105500 Q11832990 |                                                                        | V zahradě v zástavbě rodinných domků cca 800 m jižně od centra města |
| Liliovník ve Varnsdorfu                              |         | Varnsdorf 50°54′48″ s. š., 14°36′57″ v. d.            | liliovník tulipánokvětý                                                                      | 223            | 102091 Q26787584 | Kategorie „Liliovníky ve Varnsdorfu“ na Wikimedia Commons              | Před budovou gymnázia ve Střelecké ulici |
| Lípa v Karlově ulici ve Varnsdorfu                   |         | Varnsdorf 50°53′52″ s. š., 14°37′4″ v. d.             | lípa malolistá                                                                               | 390            | 105592 Q26790168 |                                                                        | V Karlově ulici vedoucí k nemocnici, cca 1100 m na jih od centra |
| Pyramidální dub letní ve Varnsdorfu                  |         | Varnsdorf 50°55′13″ s. š., 14°37′22″ v. d.            | dub letní sloupovitý                                                                         | 250            | 102088 Q26787582 |                                                                        | V severní části města, na jihovýchodním úbočí Hrádku, u místní komunikace |
| Topol bílý ve Varnsdorfu †                           |         | Varnsdorf 50°54′40″ s. š., 14°37′33″ v. d.            | topol bílý                                                                                   | 372            | 102092 Q12059403 | Kategorie „Topol bílý ve Varnsdorfu“ na Wikimedia Commons              | V centru města v areálu polikliniky v Poštovní ulici, Status ochrany byl zrušen v listopadu v roce 2018 a v březnu roku 2019 byl strom poražen. |
| Topol u varnsdorfského nádraží                       |         | Varnsdorf 50°54′10″ s. š., 14°38′26″ v. d.            | topol černý                                                                                  | 690            | 102089 Q12059406 |                                                                        | Poblíž kolejiště na nádraží na plošině pod mírným severovýchodním svahem. |
| Varnsdorfská hruška                                  |         | Varnsdorf 50°53′41″ s. š., 14°37′42″ v. d.            | hrušeň planá                                                                                 | 0              | 105635 Q11877475 | Kategorie „Varnsdorfská hruška“ na Wikimedia Commons                   | V obci na travnaté ploše mezi Truhlářskou a Thälmannovou ulicí |
| Lípa pod Bukovou horou                               |         | Velké Stínky                                          | lípa malolistá                                                                               | 520            | 102109 Q26787592 |                                                                        | V zaniklé osadě Velké Stínky pod Bukovou horou |
| Jedle ve Velkém Šenově †                             |         | Velký Šenov 50°59′34″ s. š., 14°22′49″ v. d.          | jedle vznešená                                                                               | 271            | 102086 Q26787580 |                                                                        | Ve středu města na malé zahradě v okraji souvislé zástavby |
| Lípa u Liščího potoka                                |         | Velký Šenov 51° s. š., 14°20′54″ v. d.                | lípa malolistá                                                                               | 580            | 102087 Q26787581 |                                                                        | V nivě Liščího potoka, u božích muk na rozcestí polních cest, součást menšího smíšeného lesa |
| Dub ve Veselém                                       |         | Veselé 50°47′19″ s. š., 14°22′24″ v. d.               | dub letní                                                                                    | 414            | 105887 Q26790503 |                                                                        | Na okraji obce u silnice I/13 |
| Fořtovská lípa                                       |         | Vlčí Hora 50°55′37″ s. š., 14°27′35″ v. d.            | lípa velkolistá                                                                              | 485            | 105813 Q26790390 |                                                                        | Solitér na nelesním pozemku vlevo od cesty z vesnice Vlčí Hora na Kamenný vrch |
| Lípa u Vlčí Hory                                     |         | Vlčí Hora 50°55′29″ s. š., 14°28′35″ v. d.            | lípa velkolistá                                                                              | 517            | 102114 Q26787597 |                                                                        | Při silnici východně od Sněžného, na rozcestí s kapličkou |
| Dub                                                  |         | Vysoká Lípa                                           | dub                                                                                          | 0              | 105021 Q26789622 |                                                                        | |
| Lípa u Vysoké Lípy                                   |         | Vysoká Lípa                                           | lípa malolistá                                                                               | 550            | 102143 Q26787613 |                                                                        | Na lesní louce u bývalé hájovny za rekreačním střediskem mezi obcemi Mezní Louka a Vysoká Lípa |
| Lípa ve Vysoké Lípě †                                |         | Vysoká Lípa                                           | lípa malolistá                                                                               | 675            | 102144           |                                                                        | Intravilán obce v zatáčce u státní silnice proti hotelu; status památného stromu zrušen k 30. lednu 2007 |